# Acer maximowiczianum
Acer maximowiczianum (sin. A. nikoense Maxim.) este o specie de plantă din genul Acer răspândită în China (Anhui, Hubei, Hunan, Jiangxi, Sichuan, Zhejiang) și Japonia (Honshū, Kyūshū, Shikoku).

## Răspândire
Acer maximowiczianum este un copac foios care ajunge la o înălțime de 15–20 m, dar în general este mai scund. Este un arțar trifoliat, înrudit cu alte specii ca Acer triflorum și Acer griseum, dar are scoarța gri închis-negricioasă, neasemănătoare cu ale celorlalte specii.

## Taxonomie
Populațiile din China sunt uneori clasificate ca o subspecie diferită, A. maximowiczianum subsp. megalocarpum (Rehder) A.E.Murray, dar nu este recunoscută de Flora of China.
Multe texte vechi se referă la această specie folosind sinonimul acesteia, A. nikoense Maxim.

## Cultivare
Specia Acer maximowiczianum a început să fie cultivată în anul 1881, când semințele acesteia erau importate de Veitch Nurseries în Anglia, după descoperirea ei de către Charles Maries în pădurile din Hokkaidō. Cultivarea sa în afara unui arboretum este rar practicată. Cele mai mari exemplare din Anglia au până la aprox. 17 m în înălțime și un diametru al trunchiului de 70 cm.